# London Library

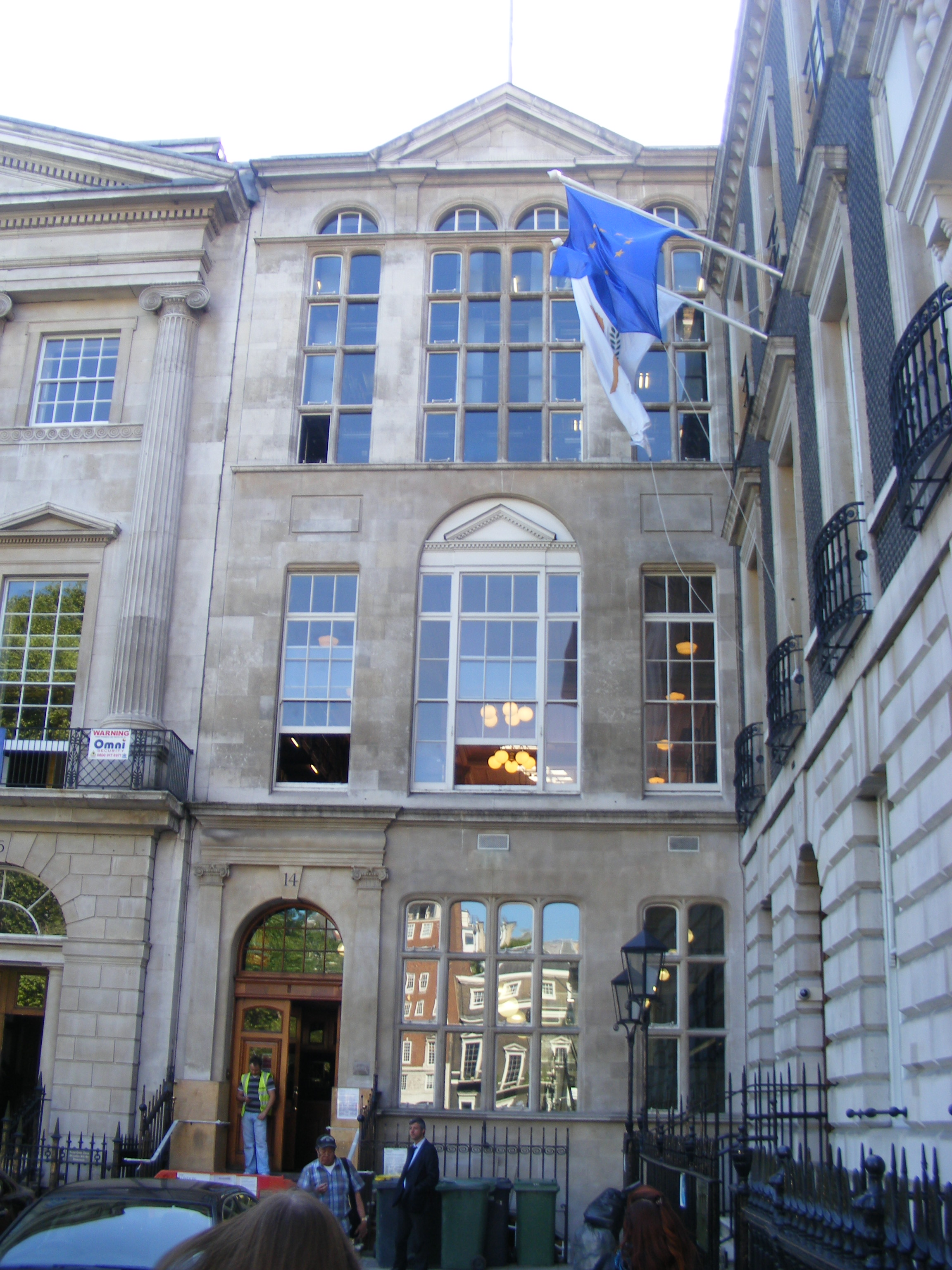

London Library är världens största medlemsbibliotek, det ligger vid St. James's Square  i City of Westminster, London. Det grundades 1841 av Thomas Carlyle  som var missnöjd med förhållandena vid British Library. Medlemskap kan fås av alla mot en årlig avgift och man har idag cirka 8 000 privatpersoner och 200 institutioner som är medlemmar .
Samlingarna sträcker sig från 1500-talet fram till idag. Man är starka inom områdena skönlitteratur, litteraturvetenskap, historia, konstvetenskap, arkitekturhistoria, biografi, filosofi, religion, topografi och resor. Samhällsvetenskap täcks i mindre utsträckning. Forskning inom naturvetenskap, teknologi, medicin och juridik ingår inte i bibliotekets utbud, även om det finns enstaka böcker inom dessa områden. Det finns även ett brett utbud av tidskrifter och årsböcker.
År 1944 förstördes en del av böckerna vid en bombexplosion och 1970 såldes bibliotekets fåtaliga inkunabler. Frånsett detta har man, med undantag för några dubbletter, behållit alla volymer sedan grundandet. Det finns idag[när?] över 1 miljon volymer, varje år köps 8 000 nya titlar och 800 tidskrifter in.